# Katarzyna Dzitko
Katarzyna Monika Dzitko – polska mikrobiolog, doktor habilitowany nauk biologicznych.

## Życiorys
W 1998 r. ukończyła studia biologiczne na Uniwersytecie Łódzkim, w  2002 r. obroniła pracę doktorską pt. Identyfikacja antygenów pasożyta Toxoplasma gondii oraz swoistych przeciwciał wytwarzanych przez jego żywicieli, której promotorem była prof. Henryka Długońska, w 2015 r. habilitowała się na podstawie pracy zatytułowanej Rola naturalnych oraz syntetycznych związków w przebiegu zarażenia pasożytniczym pierwotniakiem Toxoplasma gondii. 
Jest pracownikiem naukowym na Uniwersytecie Łódzkim, należy do Komisji do spraw Stopni Naukowych Dyscypliny – Nauk Biologicznych UŁ.
Była członkiem Komitetu Nauk o Żywności i Żywieniu PAN.